# Armand De Decker
Armand De Decker (Uccle, 8 ottobre 1948 – Woluwe-Saint-Lambert, 12 giugno 2019) è stato un politico belga.
De Decker studiò legge all'Université libre de Bruxelles, e praticò l'attività di avvocato. Nel 1981 fu eletto per il Partito Riformatore Liberale alla Camera dei rappresentanti, dove rimase fino al 1995; nello stesso anno fu eletto al Senato, e fu rieletto nel 1999, nel 2003 e nel 2007. È stato Presidente del Senato dal giugno 1999 al luglio 2004, e nuovamente dal 12 luglio 2007 al 20 luglio 2010. Ha ricoperto la carica di Presidente del Consiglio della Regione di Bruxelles-Capitale dal 1995 al 1999.
Dal 20 luglio 2004 al 12 luglio 2007, De Decker è stato Ministro per la Cooperazione e lo Sviluppo nel Governo federale del Belgio e sindaco di Uccle dal 2006 al 2017.

## Biografia
È figlio del pittore e insegnante Luc De Decker; ha un fratello, lo scrittore Jacques De Decker, segretario perpetuo dell'Acacademia reale di lingua e letteratura francese del Belgio. Sua moglie, Jacqueline Rousseaux-De Decker, è una deputata regionale di Bruxelles.
Divenne deputato liberale all'età di trent'anni e segretario generale del Partito Liberale sotto la presidenza di Jean Gol. È Presidente del Parlamento della Regione di Bruxelles dal giugno 1995 al 13 luglio 1999, poi due volte Presidente del Senato: prima volta dal 14 luglio 1999 al 20 luglio 2004 e una seconda volta dal 12 luglio 2007 al luglio 2010. È un realista convinto che difende pubblicamente la monarchia.
Nel luglio 2004, a seguito dell'incarico di Louis Michel alla Commissione europea, Armand De Decker è stato nominato Ministro federale per la cooperazione allo sviluppo. Rimarrà nel governo fino al luglio 2007. Tornerà ad essere presidente del Senato il 12 luglio 2007, dopo aver rassegnato le dimissioni da ministro.
Armand De Decker è anche borgomastro di Uccle dal dicembre 2006. Nel luglio 2007, diventa sindaco effettivo di Uccle in seguito alle sue dimissioni ministeriali.
All'inizio del novembre 2007, re Alberto ha incaricato il presidente della Camera dei rappresentanti Herman Van Rompuy e il presidente del Senato Armand De Decker di "intraprendere un'iniziativa per avviare un dialogo sul continuo sviluppo equilibrato delle proprie istituzioni e un rafforzamento di coesione tra le comunità", secondo i termini della dichiarazione reale. Con ciò in mente, Armand De Decker propose di istituire un "Collegio Nazionale per il Dialogo della Comunità" composto da commissari reali, ma questo progetto cadde nel dimenticatoio.
Armand De Decker faceva parte del gruppo di 18 politici nel 2008 per la negoziazione della successiva riforma dello stato sotto la guida di Yves Leterme.
È stato nominato Ministro di Stato nel 2009. È rieletto senatore nel periodo che va dal 2010 al 2014 e deputato di Bruxelles nel 2014.
Armand De Decker è stato l'avvocato dell'imprenditore belga-kazako Patokh Chodiev nel 2011, parallelamente alla sua attività parlamentare. A partire dal 2012, la giustizia francese ha indagato sui sospetti di corruzione attorno a un progetto di legge introdotto a febbraio 2011, entrato in vigore a maggio, applicato a Patokh Chodiev a giugno e modificato nel luglio 2011. Il suo ruolo in questo caso sarebbe centrale.
Dopo essere stato nuovamente sfidato in questo caso da una commissione di inchiesta, ha annunciato le sue dimissioni dall'incarico di Borgomastro di Uccle il 17 giugno 2017 per "preservare la serenità nella gestione del comune".

## Caso Chodiev
Nel 1999, a seguito di una denuncia presentata dalla società Tractebel, che riteneva di aver concesso loro una commissione di consulenza sospetta di 55 milioni di euro, Chodiev e i suoi associati furono oggetto di procedimenti giudiziari in Belgio. Chodiev, tuttavia, ha beneficiato della recente legge belga che consente la conclusione di transazioni criminali che gli hanno permesso di estinguere l'azione penale per un pagamento di 522 500 euro. Venerdì 4 novembre 2016, la stampa rivela che Armand De Decker ha avuto un ruolo centrale nello scandalo di corruzione di Patokh Chodiev.